# Ben Wainwright
Ben Wainwright (ur. 2 października 1972) – kanadyjski snowboardzista. Nie startował na igrzyskach olimpijskich. Na mistrzostwach świata jego najlepszym wynikiem jest 4. miejsce w snowcrossie na mistrzostwach w San Candido. Najlepsze wyniki w Pucharze Świata osiągnął w sezonie 1998/1999, kiedy to zajął 12. miejsce w klasyfikacji generalnej, a w klasyfikacji snowcrossu był trzeci.
W 2004 r. zakończył karierę.

## Sukcesy

### Mistrzostwa Świata
| Miejsce | Dzień       | Rok  | Miejscowość          | Konkurencja    | Zwycięzca           |
| ------- | ----------- | ---- | -------------------- | -------------- | ------------------- |
| 18.     | 24 stycznia | 1997 | San Candido          | Halfpipe       | Fabien Rohrer       |
| 4.      | 26 stycznia | 1997 | San Candido          | Snowboardcross | Helmut Pramstaller  |
| 16.     | 28 stycznia | 2001 | Madonna di Campiglio | Snowboardcross | Guillaume Nantermod |
| 27.     | 19 stycznia | 2003 | Kreischberg          | Snowboardcross | Xavier de le Rue    |

### Puchar Świata

#### Miejsca w klasyfikacji generalnej
- 1995/1996 - -
- 1996/1997 - 57.
- 1997/1998 - 127.
- 1998/1999 - 12.
- 1999/2000 - 75.
- 2000/2001 - -
- 2001/2002 - 32.
- 2002/2003 - 25.
- 2003/2004 - 31.

#### Miejsca na podium
1. Whistler – 13 grudnia 1998 (Snowcross) - 2. miejsce
2. Olang – 14 marca 1999 (Snowcross) - 3. miejsce